# Park Royal (metropolitana di Londra)
Park Royal è una stazione della metropolitana di Londra situata nella zona del complesso industriale di Park Royal, nel borgo londinese di Ealing. È servita dalla Piccadilly Line e si trova tra le stazioni di Alperton e North Ealing. È compresa nella Travelcard Zone 3.

## Storia
La District Railway (DR, oggi la District line) aprì una linea attraverso Park Royal lungo la sua estensione per South Harrow il 23 giugno 1903. Una stazione, chiamata Park Royal & Twyford Abbey, fu aperta a breve distanza dal sito dell'attuale stazione, per servire la fiera agricola della Royal Agricultural Society, appena inaugurata. Questa stazione fu sostituita in previsione del passaggio di questo tratto di linea dalla District alla Piccadilly line. La nuova stazione di Park Royal fu aperta il 6 luglio 1931, rimpiazzando la precedente, chiusa il giorno prima.
Il primo edificio della stazione era una struttura temporanea in legno. La stazione attuale fu progettata in uno stile Art déco, influenzato dal principale architetto della London Underground, Charles Holden. Gli edifici sono formati da una serie di forme geometriche semplici, interconnesse; le sezioni in mattoni rossi sono sottolineate da elementi orizzontali e verticali in vetro. Un grande atrio circolare con finestre poste in alto dà accesso alle scale per le piattaforme. Le coperture delle scale formano una serie di gradini di vetro fino al livello delle piattaforme. L'elemento più notevole della stazione è l'alta torre quadrata adiacente alla biglietteria circolare, decorata con un roundel della metropolitana e che costituisce un identificatore visibile per la stazione da una certa distanza. L'edificio permanente fu aperto nel 1936. Collegati con l'edificio della stazione e dall'altro lato dello spazio aperto di Hanger Green vi sono due edifici di tre piani adibiti a negozi e uffici, costruiti nello stesso stile della stazione. L'edificio, dal 15 ottobre 1987, è un monumento classificato di Grade II.
Il 4 luglio 1932, la Piccadilly line fu estesa in direzione ovest dal suo capolinea originale di Hammersmith, condividendo la linea con la District line fino a Ealing Common. Da Ealing Common fino a South Harrow, la District fu rimpiazzata dalla Piccadilly line. Dal 1º marzo 1936 fino al 1947 il nome della stazione fu modificato in Park Royal (Hanger Hill), con riferimento a una proprietà residenziale adiacente. Il suffisso fu in seguito eliminato.
Le piattaforme della stazione hanno una pendenza significativa e continua verso l'alto in direzione da sud a nord.
Nel 2018 è stato annunciato che la stazione sarà resa accessibile a persone disabili entro il 2022, come parte di un piano di investimenti da 200 milioni di sterline per aumentare il numero di stazioni accessibili sulla rete metropolitana.

## Sviluppi futuri
Già negli anni novanta era stata presa in considerazione la realizzazione di un interscambio tra la Piccadilly e la Central line con la costruzione di una nuova stazione sulla Central e lo spostamento più a ovest dell'esistente stazione di Hanger Lane. Una proposta prevedeva lo spostamento delle piattaforme di Park Royal verso nord, dall'altro lato di Western Avenue, ma l'ispettorato delle ferrovie non permette la costruzione di nuove piattaforme in pendenza e quindi il piano è stato bocciato per via dell'inclinazione della linea in quel punto, in evidenza nelle piattaforme esistenti, e del costo proibitivo di un eventuale livellamento dei binari.
Nel 2004 la multinazionale Diageo, nell'ambito dello sviluppo del nuovo complesso industriale First Central, aveva pianificato la costruzione di una nuova stazione sulla Central line che avrebbe permesso l'interscambio con Park Royal, sebbene con un tragitto pedonale di circa 200 metri per via della citata impossibilità di spostare le piattaforme di Park Royal. Il progetto è sospeso e non ha avuto seguito. La London Underground ha dichiarato che i benefici di una nuova stazione di Park Royal sulla Central line non sarebbero tali da giustificarne i costi.

## Interscambi
La stazione è servita delle seguenti linee di autobus:
- :  95, 487.[9]

È possibile un interscambio pedonale con la Central line alla stazione di Hanger Lane, distante circa 700 metri.

## Galleria d'immagini

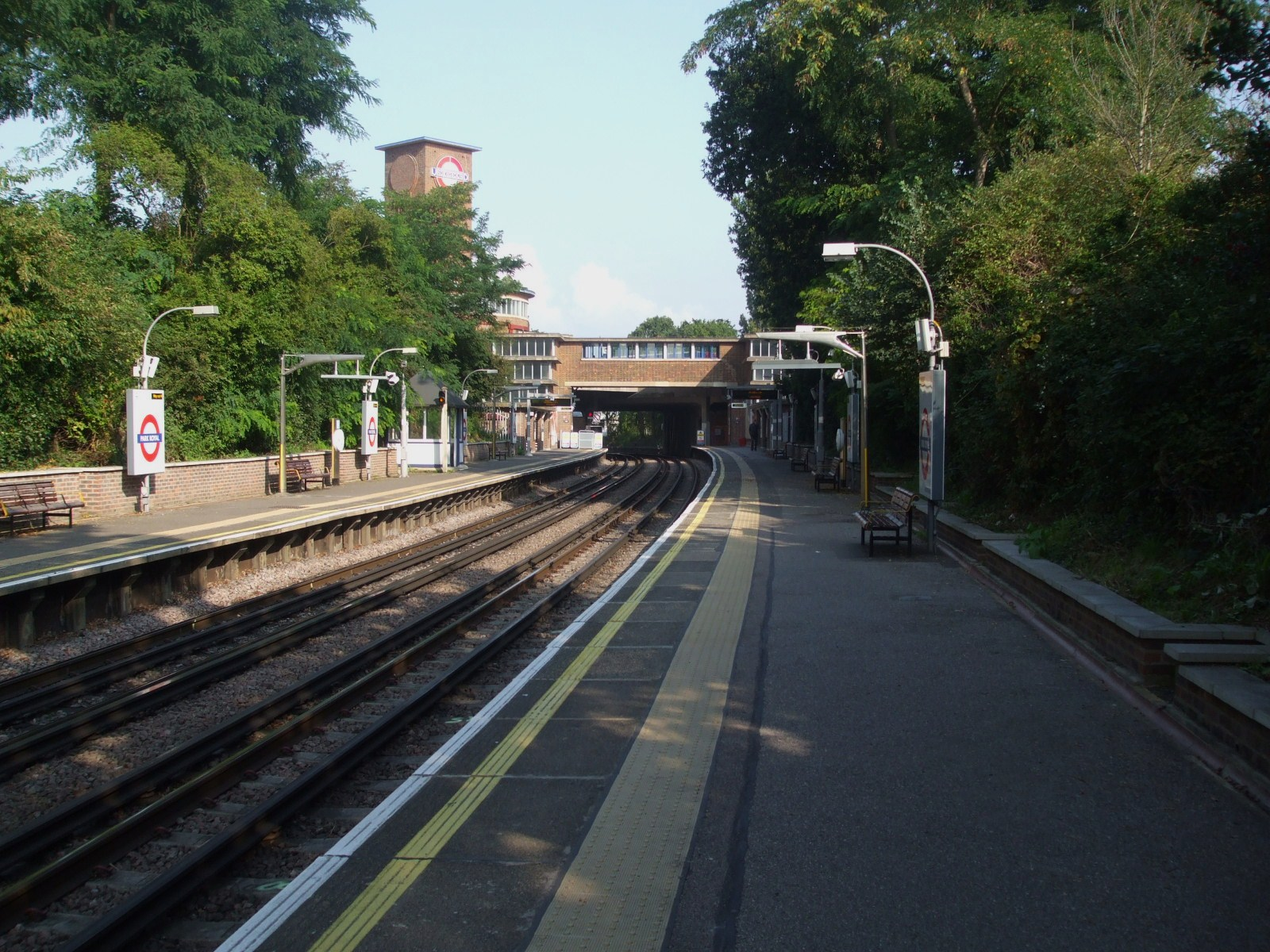
Vista in direzione nord dalla piattaforma est
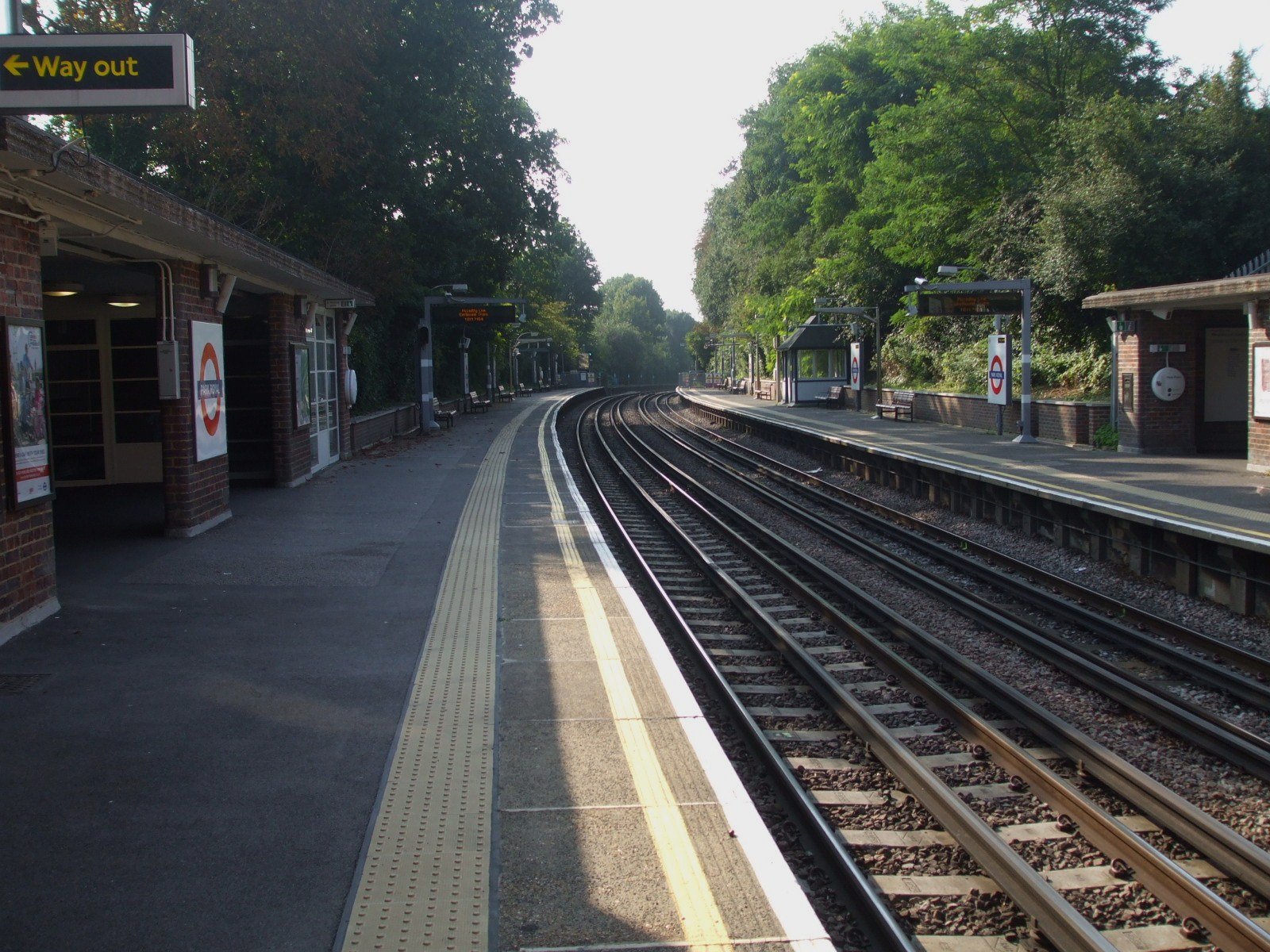
Vista in direzione sud dalla piattaforma est
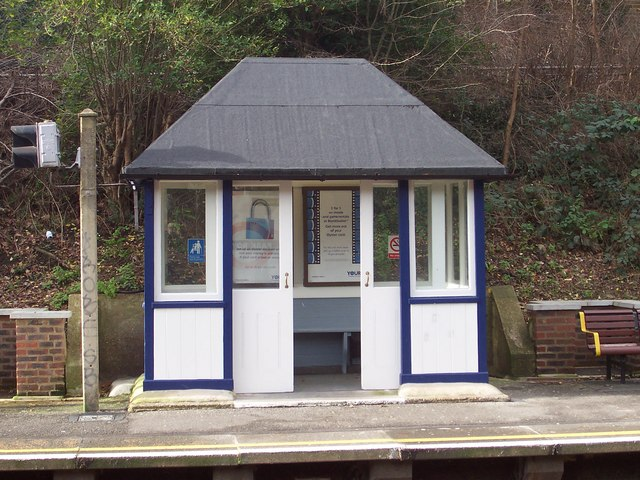
Sala d'aspetto sulla piattaforma in direzione ovest. Si noti l'inclinazione della piattaforma da sud a nord